# Amenemopet (Virrey de Kush)
| M17 | Y5 · N35 | Aa15 | M17 | p · t | O45 | A1 |

| M17 | Y5 · N35 | Aa15 | M17 | p · t | O45 | A1 |

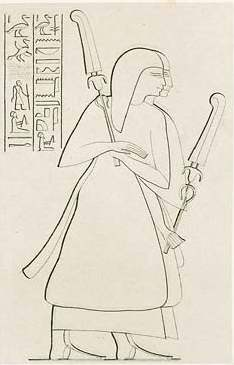
Amenemopet en Beit el-Wali.

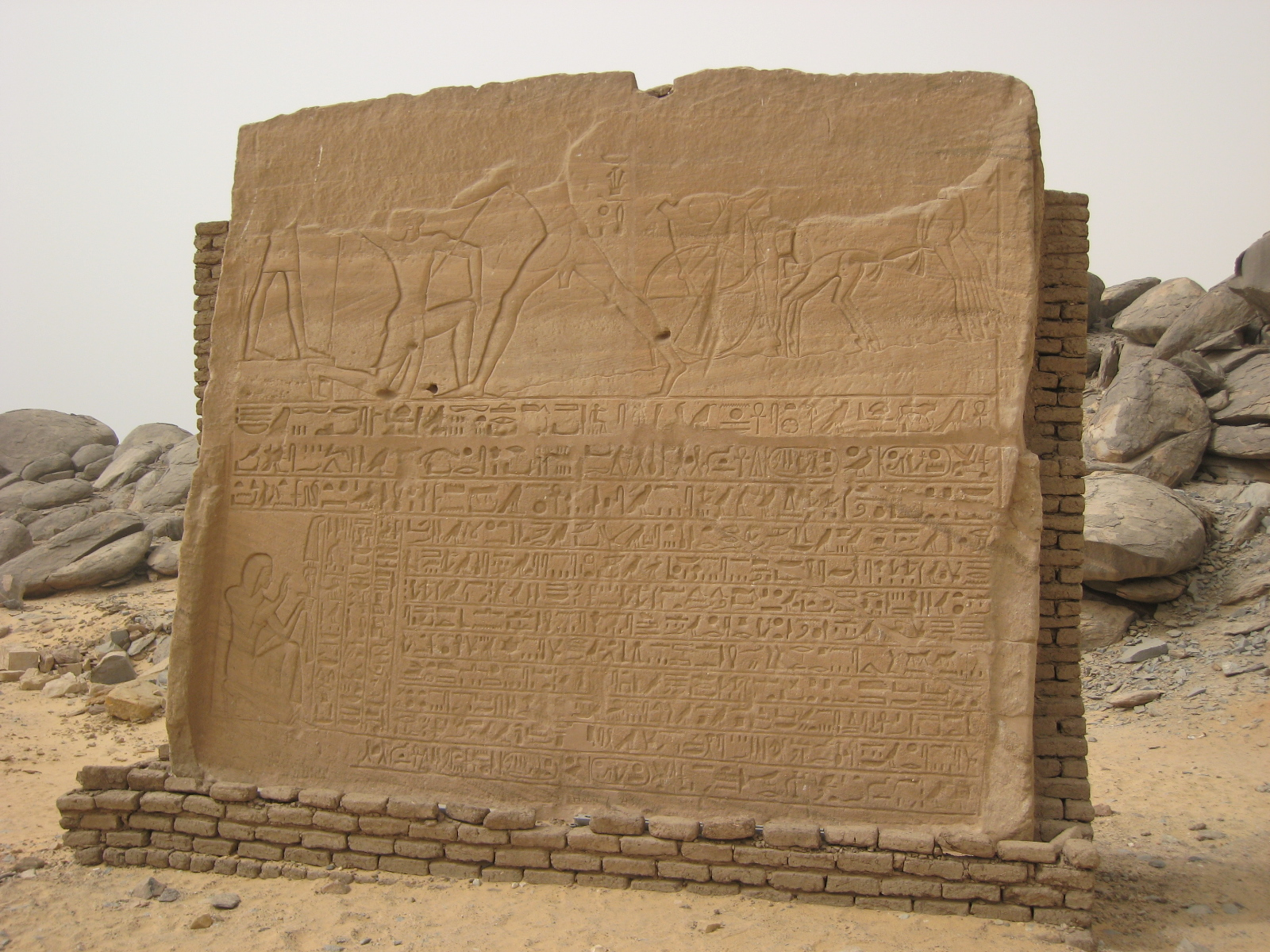
Estela de Amenemopet dedicada a Seti I.

Amenemopet fue un virrey de Kush de la dinastía XIX, durante los reinados de Seti I y Ramsés II. Era el hijo de Paser I y nieto de Amenhotep-Huy, ambos virreyes también.

## Carrera
Amenemopet tuvo una distinguida carrera. Miembro de una familia de militares y gobernadores, sirvió como "Primer auriga de Su Majestad" y recibió honores como el de "Portador del abanico a la derecha del Rey". Fue nombrado  "Gobernador de las tierras del sur", e "Hijo del Rey en Kush"  durante los últimos años de Horemheb o los primeros de Seti I, con lo que debía administrar la región entre Asuán y Napata, garantizando el comercio y erigiendo estelas monumentos a la mayor gloria del faraón. Fue confirmado en sus funciones por Ramsés II cuando accedió al trono. Su vida y sus títulos están atestiguados en textos entre Asuan y Philae, en las islas Elefantina y Sehel, en la fortaleza de Buhen, en el templo de Beit el-Wali y en el Gebel Dosha.
En Beit el-Wali decoró la fachada del santuario en nombre de joven Ramsés; Amenemopet se muestra en una gran escena que describe, por una parte, la victoria del faraón sobre los cusitas, y por otra las riquezas de la región aportadas por el virrey al palacio de Ramses II. En esta escena el rey está sentado sobre una tarima en la sala del trono, mientras los chatys del Alto y Bajo Egipto y uno de los hijos del rey presentan a Amenemopet con su cortejo de ofrendas de marfil, lingotes de oro, muebles finamente elaborados, armas y diversos artículos de lujo como abanicos de plumas de avestruz, pieles de panteras, y también un desfile de animales exóticos vivos tales como monos, jirafas y panteras para animar el zoológico del palacio real. El faraón agradeció al "Hijo del Rey en Kush" sus servicio con una recompensa de oro.